# Clément Novalak
Clément Novalak (Avignone, 23 dicembre 2000) è un pilota automobilistico francese, attivo in Formula 2 con il team Trident Motorsport. Nel 2022 è stato il primo pilota ad entrare nella A14 Management di Fernando Alonso.

## Biografia
Novalak nasce ad Avignone da padre francese e madre svizzera. Si trasferisce a Montreux in Svizzera da bambino e di nuovo a Hertfordshire nel Regno Unito durante l'adolescenza. Ha affermato in un'intervista del 2020 che, similmente a Bertrand Gachot, "... Probabilmente mi considererei europeo al giorno d'oggi. Nel 2021, corre sotto licenza francese sostenendo che le sue "origini sono francesi".

## Carriera

### Kart e primi anni in monoposto
Novalak ha iniziato ad andare sui kart in Francia quando aveva 10 anni. Ha vinto alcuni di campionati, il primo dei quali è stato nel 2015 alla WSK Super Master Series. Ha gareggiato in tutta Europa tra cui Francia, Svezia, Italia e Regno Unito. Nel 2014, grazie ai suoi risultati, Novalak ha ricevuto il sostegno dell'ex campione di karting e fondatore dell'Hitech Grand Prix, Oliver Oakes. 

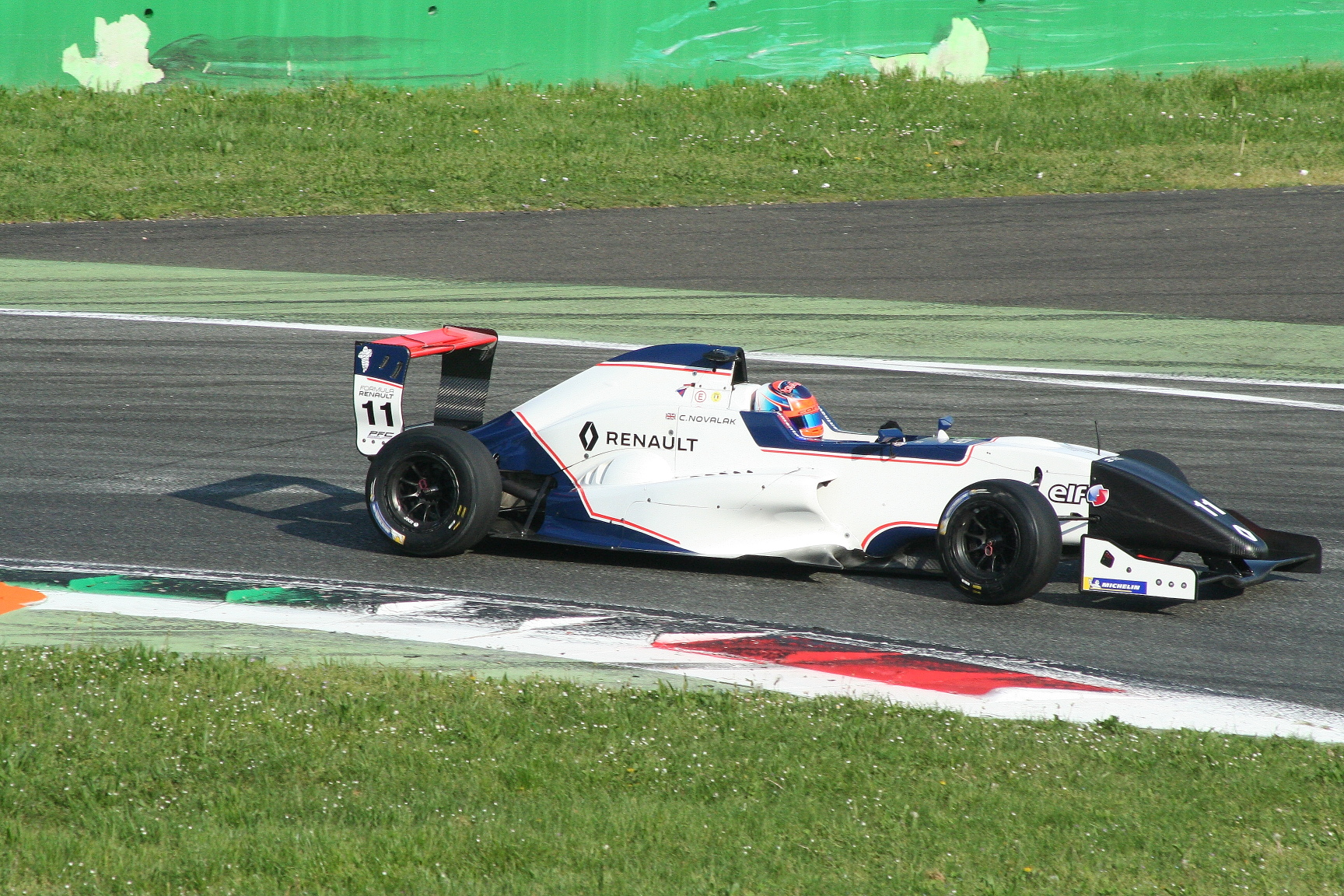
Novalak nel 2018 sul Circuito di Monza

Nel 2018, Novalak ha fatto il suo debutto in monoposto nel campionato Toyota Racing Series con il team Giles Motorsport. Vincendo due gare, fini la stagione quinto in classifica e venne eletto miglior rookie.
Nello stesso anno Novalak partecipa anche alla Eurocup Formula Renault 2.0.

### Formula 3 britannica
Nel 2018 corre anche per il team Carlin Motorsport nel Campionato BRDC British Formula 3, partecipa solo a quattro degli otto round del campionato. Novalak finisce il campionato diciottesimo. L'anno seguente la Carlin lo ingaggia per tutte le gare del campionato, che poi vince all'ultima gara della stagione.

### FIA Formula 3

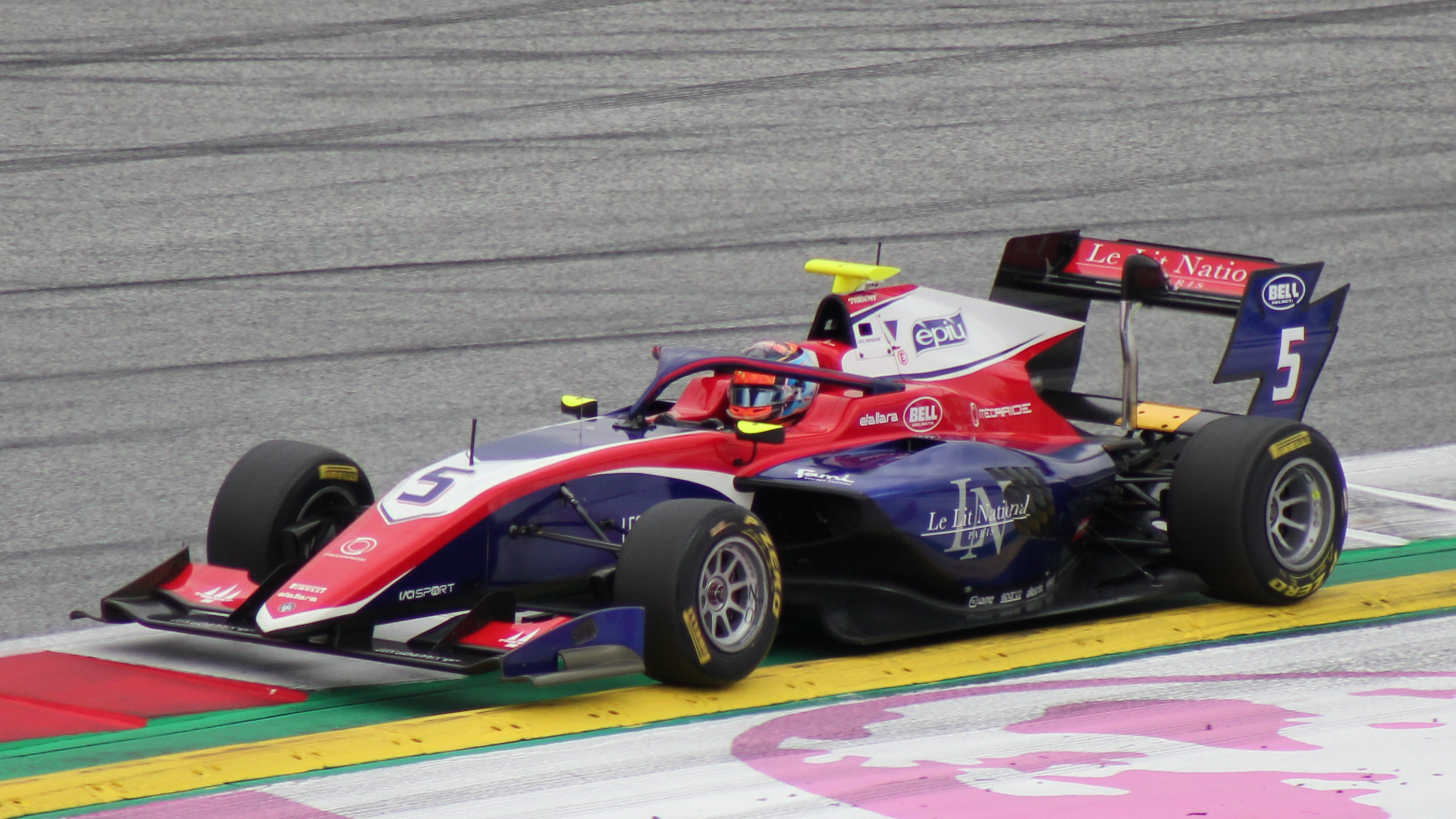
Novalak nel 2021 al Red Bull Ring

Dopo la vittoria del titolo britannico in F3, Novalak si unisce a Carlin per i test post-stagione sul Circuito di Valencia, dopo i test viene scelto come pilota per il Campionato FIA di Formula 3 2020. Durante la stagione conquista due podi, un terzo posto al Red Bull Ring e un secondo a Siverstone.
Nella stagione 2021 passa dalla Carlin alla Trident Racing. Nella prima gara stagionale sul Circuito di Catalogna arriva secondo dietro al pilota della ART Grand Prix, Aleksandr Smoljar. Nel penultimo round stagionale a Zandvoort Novalak ritorna podio con due secondi posti, uno in gara due dietro a Victor Martins e altro in gara tre dietro a Dennis Hauger.
Grazie la sua costanza di risultati chiudere terzo in classifica piloti, dietro a Dennis Hauger e Jack Doohan.

### FIA Formula 2

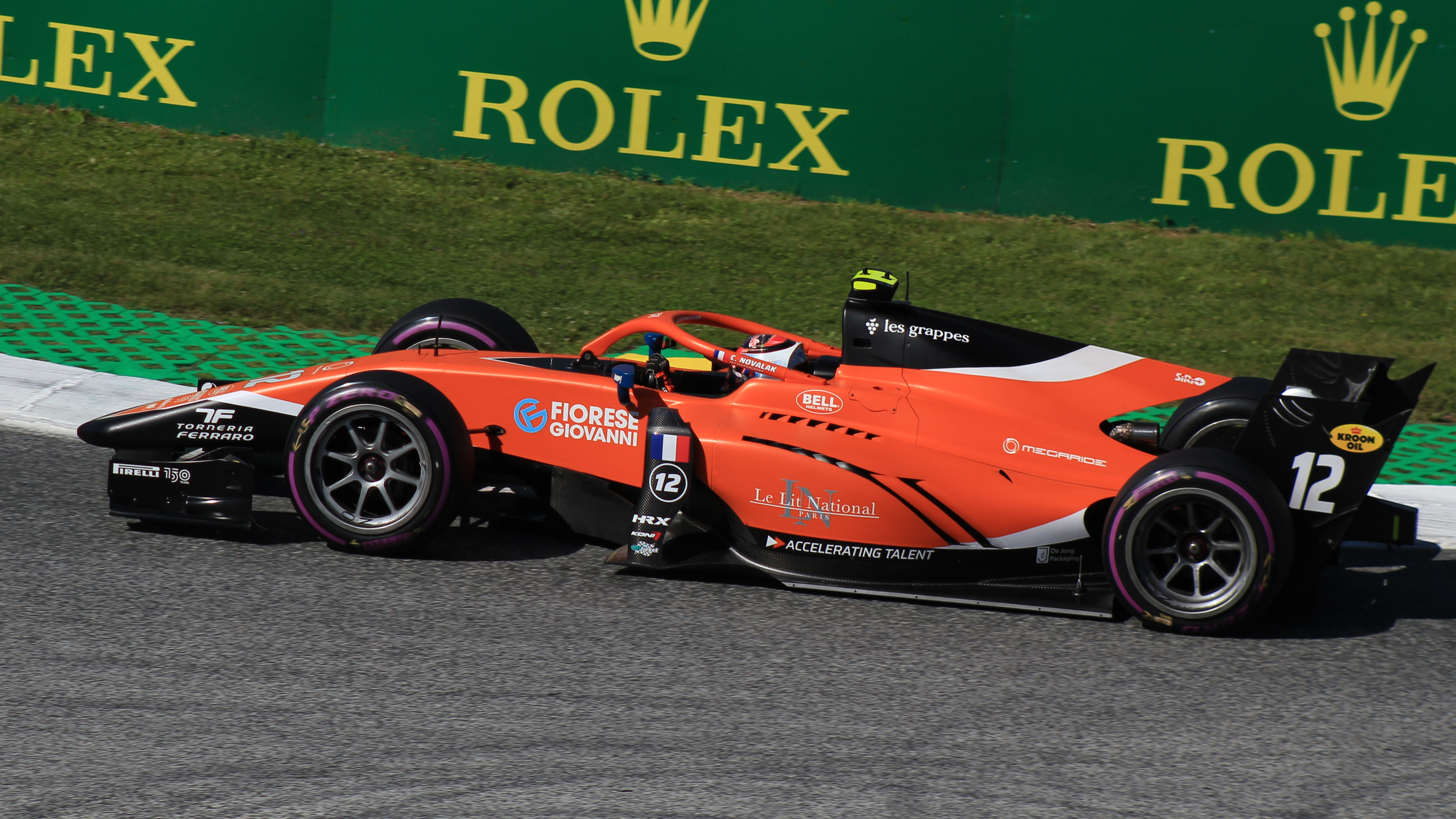
Novalak in Formula 2 nel 2022.

Clement Novalak, si unisce al team MP Motorsport per la stagione 2022 di Formula 2, inoltre correrà gli ultimi due round della stagione 2021 in Arabia Saudita e ad Abu Dhabi al posto di Lirim Zendeli. Nella Sprint race di Zandvoort, Novalak conquista il suo primo ed unico podio nella categoria arrivando secondo dietro a Marcus Armstrong. Chiude la stagione al quattordicesimo posto in classifica piloti e insieme a Felipe Drugovich porta il team MP a vincere il titolo tra le squadre.
Per la stagione 2023, Novalak rimane in Formula 2 ma lascia il team MP per tornare con la Trident Racing, team italiano con cui ha corso nel 2021 in Formula 3 con ottimi risultati. La prima metà della stagione è negativa, il pilota riesce ad chiudere a punti solo nella Sprint Race di Baku. Nella Sprint del Red Bull Ring riesce a tornare a podio ma dopo delle verifiche alla sua vettura viene squalificato. Nella Feature Race di Zandvoort, Novalak è bravo a sfruttare le condizioni miste di asciutto-bagnato e riesce a vincere la sua prima corsa in Formula 2. Il pilota francese finisce la sua stagione con un round d'anticipo visto che il team decide di sostituirlo con Paul Aron. Novalak chiude la stagione al diciassettesimo posto.

### Endurance
Nel autunno del 2023, Novalak partecipa ai Rookie Test del Campionato del mondo endurance, guidando l' Oreca 07 LMP2 del team Inter Europol Competition. Con il team polacco partecipa nel 2024 alla European Le Mans Series in equipaggio con Jonathan Aberdein e Jakub Śmiechowski. Il pilota francese doveva correre anche la 24 Ore di Daytona, gara valida per il Campionato IMSA WeatherTech SportsCar sempre con l'Inter Europol Competition, ma durante le prove libere subisce un infortunio che gli impedisce di correre.
Nel autunno del 2024 prenderà parte ai Rookie Test del Campionato del mondo endurance guidando l'9X8, Hypercar della Peugeot. Per la stagione 2025 ritorna nella serie endurance europea passando al team TDS Racing. 

## Risultati

### Riassunto della carriera
| Stagione | Serie                          | Team                      | Gare | Vittorie | Pole | GPV | Podi | Punti | Pos. |
| -------- | ------------------------------ | ------------------------- | ---- | -------- | ---- | --- | ---- | ----- | ---- |
| 2018     | Eurocup Formula Renault 2.0    | Josef Kaufmann Racing     | 17   | 0        | 0    | 0   | 0    | 0     | 23º  |
| 2018     | Formula Renault NEC            | Josef Kaufmann Racing     | 6    | 0        | 0    | 0   | 0    | 0     | NC†  |
| 2018     | BRDC British Formula 3         | Carlin                    | 11   | 0        | 1    | 0   | 0    | 120   | 18º  |
| 2018     | Toyota Racing Series           | Giles Motorsport          | 15   | 2        | 1    | 3   | 4    | 711   | 5º   |
| 2019     | BRDC British Formula 3         | Carlin                    | 24   | 2        | 2    | 1   | 8    | 505   | 1º   |
| 2020     | Formula 3                      | Carlin Buzz Racing        | 18   | 0        | 0    | 2   | 2    | 45    | 12º  |
| 2021     | Formula 3                      | Trident                   | 20   | 0        | 0    | 2   | 4    | 147   | 3º   |
| 2021     | Formula 2                      | MP Motorsport             | 6    | 0        | 0    | 0   | 0    | 0     | 28º  |
| 2022     | Formula 2                      | MP Motorsport             | 28   | 0        | 0    | 1   | 1    | 40    | 14º  |
| 2023     | Formula 2                      | Trident Motorsport        | 23   | 1        | 0    | 0   | 1    | 28    | 17°  |
| 2024     | European Le Mans Series - LMP2 | Inter Europol Competition | 2    | 0        | 0    | 0   | 0    | 4*    |      |

* Stagione in corso.

### Risultati in Formula 3
(legenda) (Le gare in grassetto indicano la pole position) (Le gare in corsivo indicano Gpv)
| Stagione | Team               | 1    | 2    | 3    | 4    | 5   | 6   | 7    | 8    | 9    | 10   | 11  | 12  | 13  | 14  | 15  | 16  | 17  | 18  | 19  | 20  | 21  | Punti | Pos. |
| -------- | ------------------ | ---- | ---- | ---- | ---- | --- | --- | ---- | ---- | ---- | ---- | --- | --- | --- | --- | --- | --- | --- | --- | --- | --- | --- | ----- | ---- |
| 2020     | Carlin Buzz Racing | RBR1 | RBR1 | RBR2 | RBR2 | HUN | HUN | SIL1 | SIL1 | SIL2 | SIL2 | CAT | CAT | SPA | SPA | MNZ | MNZ | MUG | MUG |     |     |     | 45    | 12º  |
| 2020     | Carlin Buzz Racing | 10   | 3    | 29   | 25   | 9   | 12  | 8    | 2    | 12   | 9    | 4   | 11  | NC  | 15  | 13  | Rit | 24  | 14  |     |     |     | 45    | 12º  |
| 2021     | Trident Racing     | CAT  | CAT  | CAT  | LEC  | LEC | LEC | RBR  | RBR  | RBR  | HUN  | HUN | HUN | SPA | SPA | SPA | ZAN | ZAN | ZAN | SOC | SOC | SOC | 147   | 3º   |
| 2021     | Trident Racing     | 2    | 4    | 6    | 5    | 6   | 5   | Rit  | 13   | Rit  | 4    | 8   | 5   | 7   | 5   | 5   | 11  | 2   | 2   | 4   | C   | 3   | 147   | 3º   |

### Risultati in Formula 2
(legenda) (Le gare in grassetto indicano la pole position) (Le gare in corsivo indicano Gpv)
| Stagione | Team               | 1   | 2   | 3   | 4   | 5   | 6   | 7   | 8   | 9   | 10  | 11  | 12  | 13  | 14  | 15  | 16  | 17  | 18  | 19  | 20  | 21  | 22  | 23  | 24  | 25  | 26  | 27  | 28  | Punti | Pos. |
| -------- | ------------------ | --- | --- | --- | --- | --- | --- | --- | --- | --- | --- | --- | --- | --- | --- | --- | --- | --- | --- | --- | --- | --- | --- | --- | --- | --- | --- | --- | --- | ----- | ---- |
| 2021     | MP Motorsport      | BHR | BHR | BHR | MON | MON | MON | BAK | BAK | BAK | SIL | SIL | SIL | MNZ | MNZ | MNZ | SOC | SOC | SOC | JED | JED | JED | YMC | YMC | YMC |     |     |     |     | 0     | 28º  |
| 2021     | MP Motorsport      |     |     |     |     |     |     |     |     |     |     |     |     |     |     |     |     |     |     | 14  | Rit | 19  | 17  | 14  | 14  |     |     |     |     | 0     | 28º  |
| 2022     | MP Motorsport      | BHR | BHR | JED | JED | IMO | IMO | CAT | CAT | MON | MON | BAK | BAK | SIL | SIL | RBR | RBR | PAU | PAU | HUN | HUN | SPA | SPA | ZAN | ZAN | MNZ | MNZ | YMC | YMC | 40    | 14º  |
| 2022     | MP Motorsport      | 18  | Rit | 11  | 14  | 19  | 4   | 14  | 5   | Rit | Rit | 14  | Rit | 13  | 13  | 15  | 17  | 17  | 8   | 20  | 12  | 17  | 9   | 2   | Rit | Rit | 8   | 14  | 12  | 40    | 14º  |
| 2023     | Trident Motorsport | BHR | BHR | JED | JED | ALB | ALB | BAK | BAK | MON | MON | CAT | CAT | RBR | RBR | SIL | SIL | HUN | HUN | SPA | SPA | ZAN | ZAN | MNZ | MNZ | YMC | YMC |     |     | 28    | 17º  |
| 2023     | Trident Motorsport | 16  | 13  | 15  | 16  | 11  | 11  | 7   | 16  | 17  | 17  | 11  | 20  | SQ  | 13  | 15  | 12  | Rit | Rit | 17  | 14  | C   | 1   | 10  | Rit |     |     |     |     | 28    | 17º  |

### Risultati in European Le Mans Series
| Anno    | Squadra                   | Classe | Vettura  | BAR | LEC | IMO | SPA | MUG | ALG | Punti | Pos. |
| ------- | ------------------------- | ------ | -------- | --- | --- | --- | --- | --- | --- | ----- | ---- |
| 2024    | Inter Europol Competition | LMP2   | Oreca 07 | 8   | 13  | 7   | 4   | 3   | 5   | 47    | 8°   |
| Legenda |                           |        |          |     |     |     |     |     |     |       |      |

*Stagione in corso.

### 24 Ore di Le Mans
| Anno | Team                      | Co-Piloti                         | Auto            | Classe | Giri | Pos. | Classe Pos. |
| ---- | ------------------------- | --------------------------------- | --------------- | ------ | ---- | ---- | ----------- |
| 2024 | Inter Europol Competition | Vladislav Lomko Jakub Śmiechowski | Oreca 07-Gibson | LMP2   | 197  | 16°  | 2°          |
| 2025 | TDS Racing                | Mathias Beche Rodrigo Sales       | Oreca 07-Gibson | LMP2   | 365  | 22°  | 5°          |